# 長宗我部信能
長宗我部 信能（ちょうそかべのぶよし）は、土佐の豪族で長宗我部氏の第11代当主。
父は第10代の重宗。元弘3年（1333年）5月、鎌倉幕府滅亡後に足利尊氏から土佐介良庄（高知市介良）で起こった在地豪族の反乱を香宗我部秀頼と共に鎮圧するように命令された。
この信能の代から、長宗我部家は土佐の名主などを組織化して在地領主としての基礎を固めていった。